# Рамарія золотиста
Рамарія золотиста (Ramaria aurea (Schaeff.) Quél.) — вид їстівних грибів роду рамарія (Ramaria) родини гомфові (Gomphaceae). Гриб класифіковано у 1888 році.

## Будова
Плодове тіло масивне, 8–20 см в діаметрі, до 15–20 см висотою, рунисте, що рясно в'ється, з короткими товстими, густо розташованими, притупленими, 2–3-кратно надрізанними гілочками, з вохристо-жовтою, золотисто-жовтою або золотисто-вохристою, з більш світлою, часто білуватою основою.
М'якоть біла, по периферії жовтувата, на зрізі та при ушкодженні кольору не змінює, без вираженого запаху.
Споровий порошок вохристий. Спори 8–15 ⨯ 3–6 мкм, видовжено-овальні, шорсткі або майже гладкі, вохряні.

## Поширення та середовище існування
Росте в хвойних (переважоно соснових), зрідка листяних лісах на ґрунті, часто серед моху, з липня по жовтень. В Україні зустрічається на Поліссі.

## Практичне використання
Їстівний гриб низької якості. Без вираженого смаку, харчової цінності не має, тому вживається рідко, лише після відварювання, смажать.